# St. Laurentius und Heinrich (Hohenpölz)

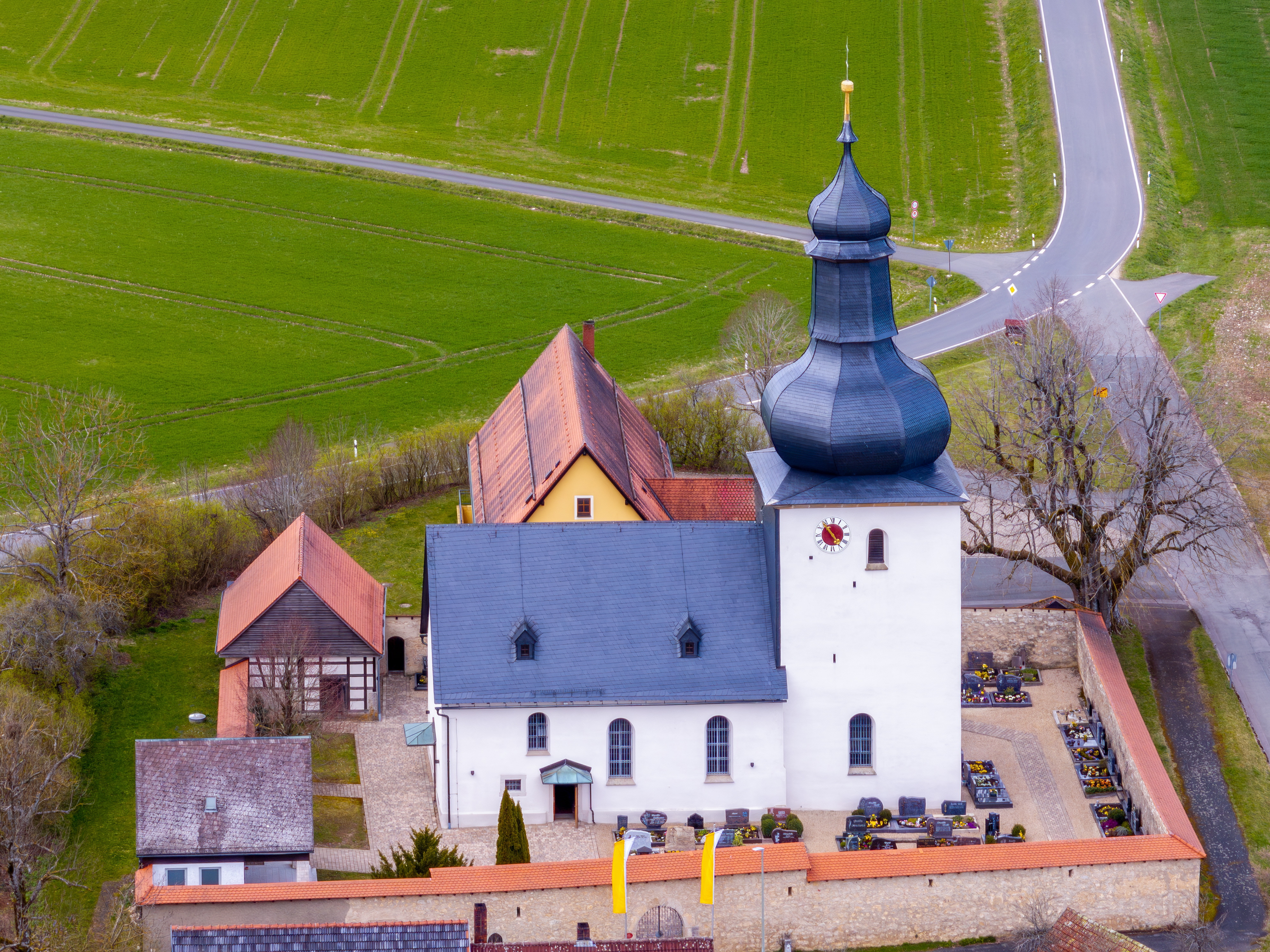
Luftbild

Die Kirche St. Laurentius und Heinrich in Hohenpölz (Landkreis Bamberg) ist eine Filialkirche der katholischen Pfarrgemeinde Königsfeld in Oberfranken.

## Patrozinium
Schutzpatrone der Kirche sind der heilige Diakon Laurentius von Rom (Patrozinium am 10. August) und der heilige Kaiser Heinrich II. (Patrozinium am 15. Juli).

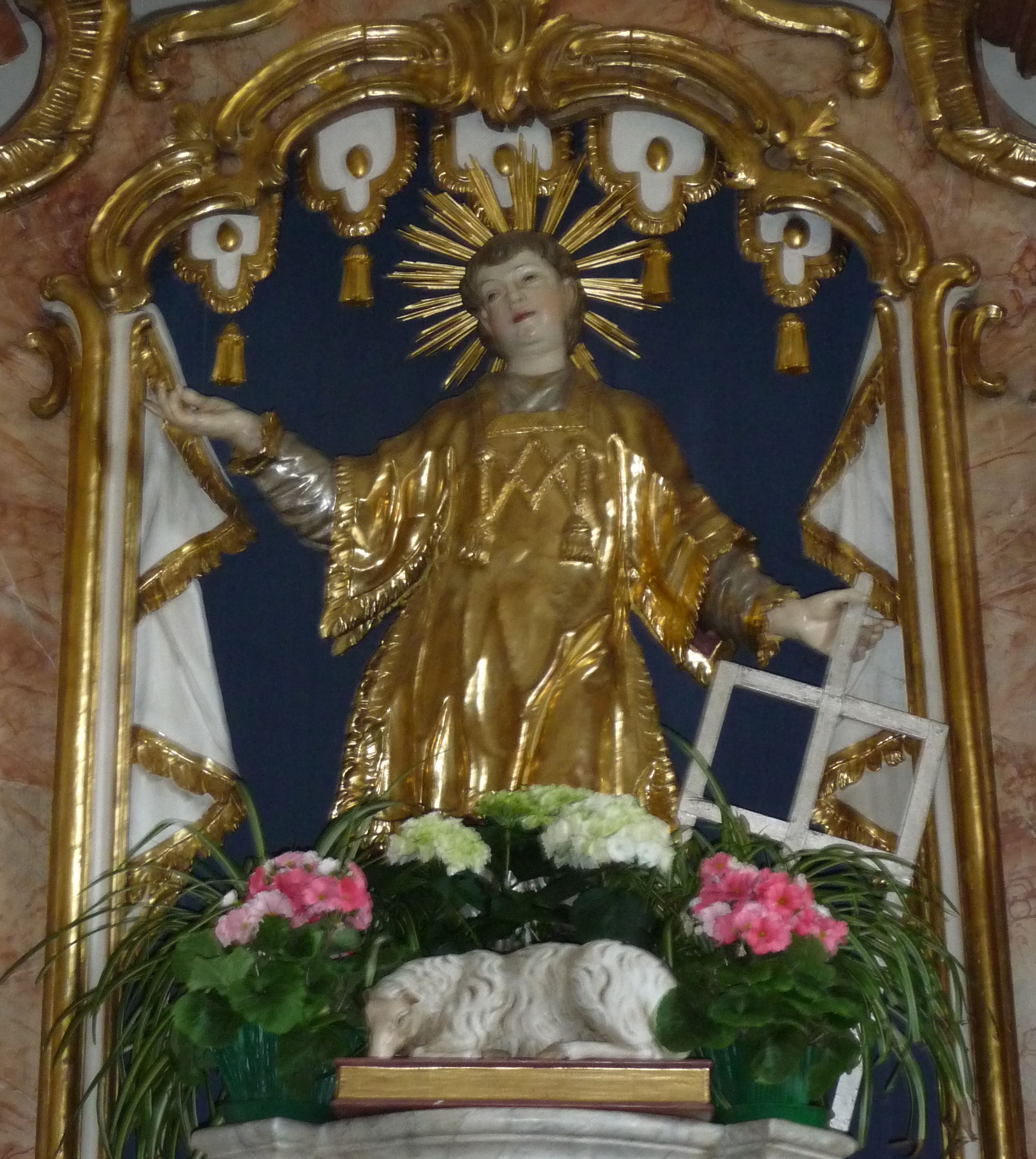
Laurentius von Rom
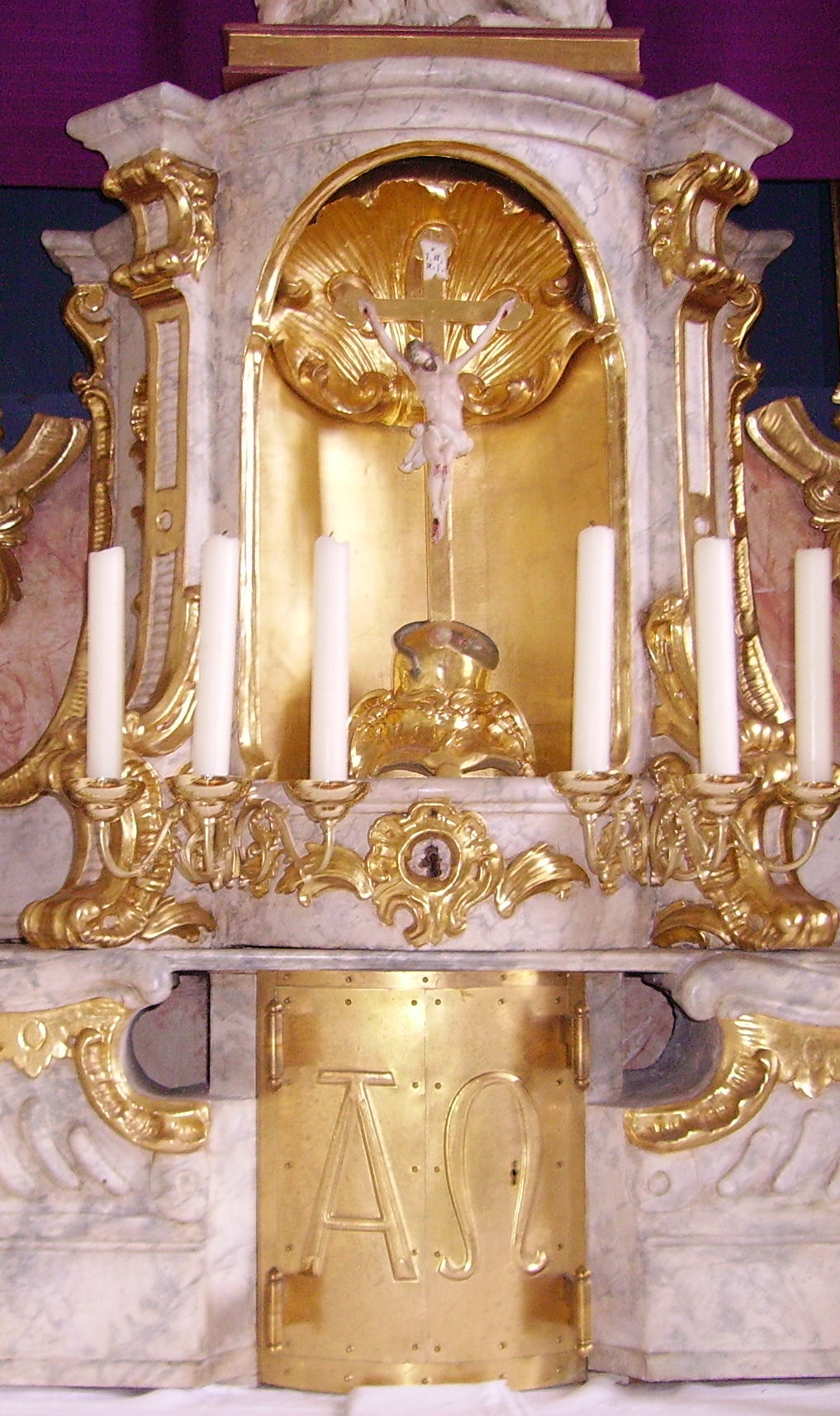
Tabernakel
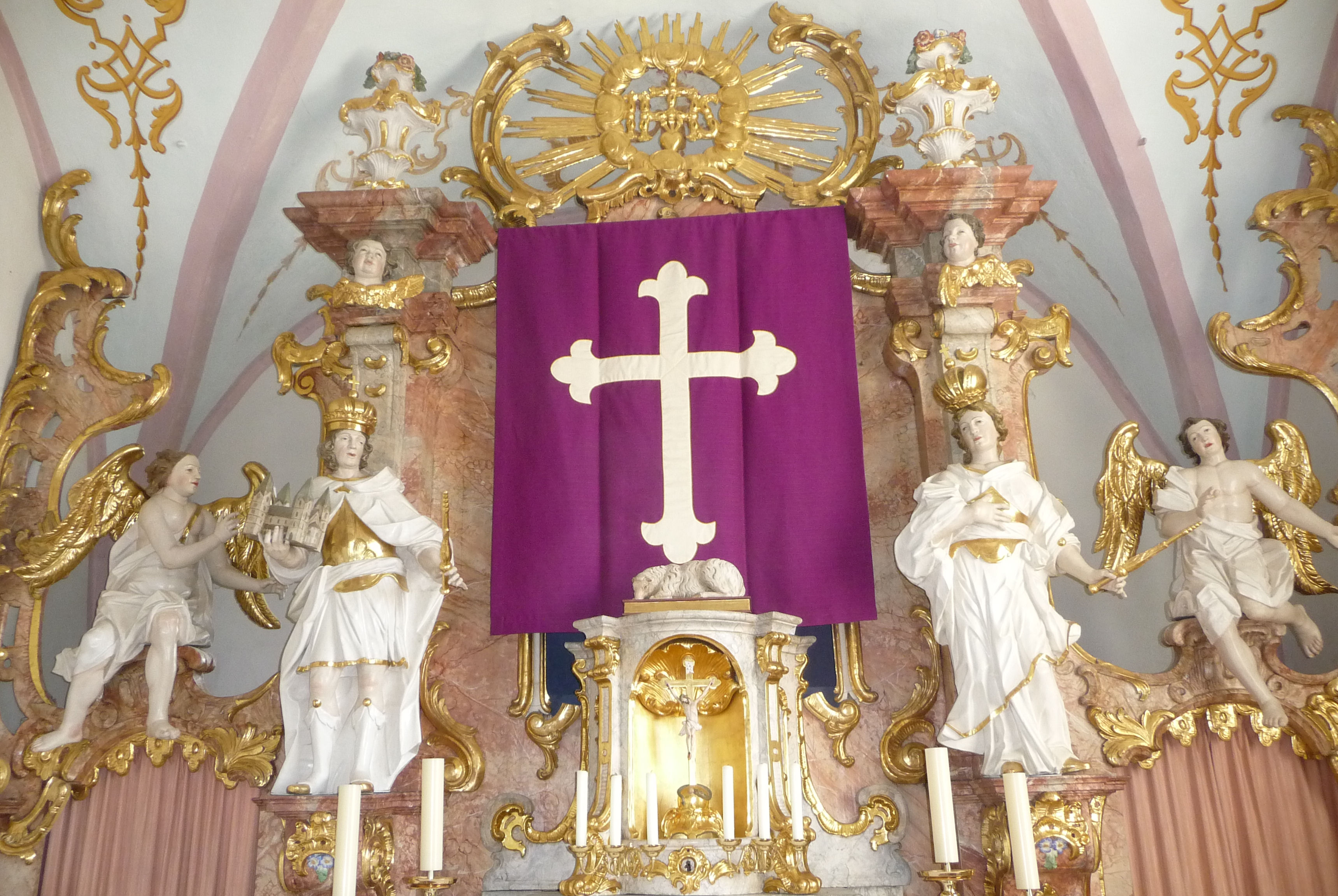
Kirchenpatrone Heinrich und Kunigunde

Der Heilige Heinrich (links vom Tabernakel) hält in seiner rechten Hand ein Modell des Bamberger Doms, ein Hinweis auf die Zugehörigkeit der Kirche zum Bistum Bamberg.
Der Heilige Laurentius (hinter dem Tabernakel) hält in seiner linken Hand einen Rost als Attribut seines Martyriums, denn Laurentius wurde der Überlieferung nach durch Verbrennen auf einem eisernen Rost hingerichtet.

## Lage

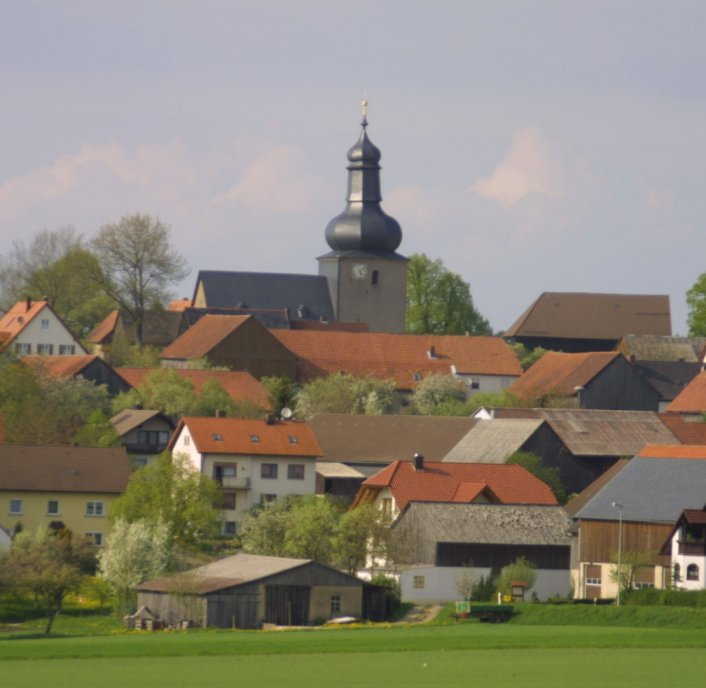
Blick über Hohenpölz
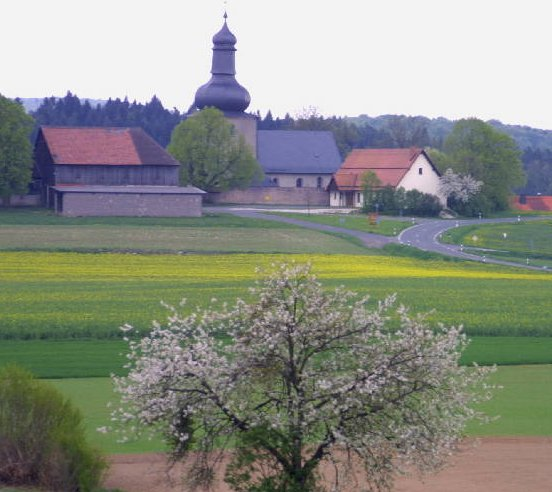
Blick in Richtung Hohenpölz
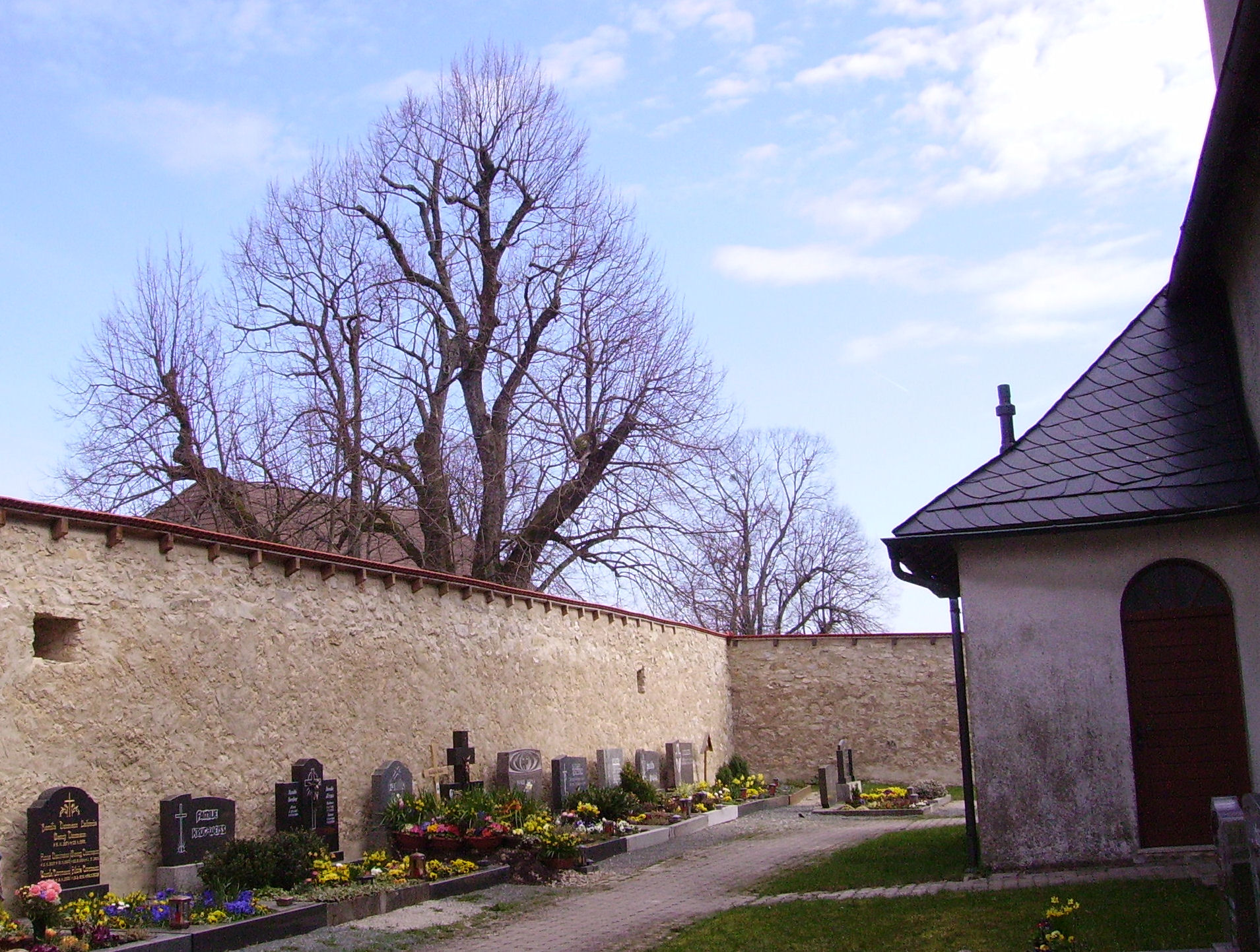
Friedhof mit Linde
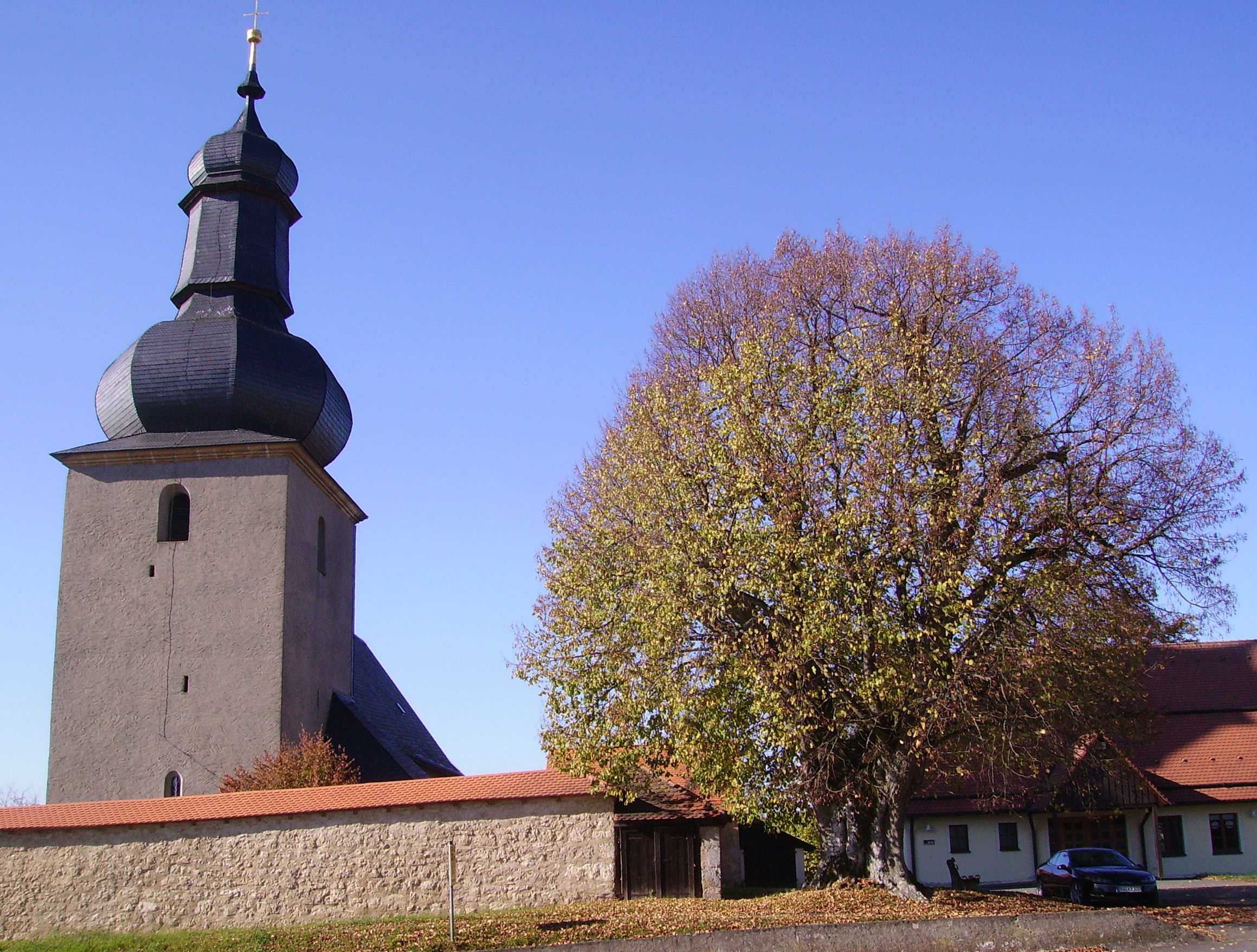
Kirche und Linde

Die Kirche steht auf einer Anhöhe über dem Dorf und ist schon von weitem zu sehen. Sie wird deshalb auch gerne von Piloten als Orientierungspunkt verwendet.
Die Kirche ist von einem Friedhof umgeben, der von einer Mauer begrenzt ist. Die vor wenigen Jahren wieder freigelegten Schießscharten verweisen auf die frühere Funktion der Kirchenanlage als Wehrkirche hin. Die Friedhofsmauer wird in der Nordostecke von einer mehrhundertjährigen Linde überragt.
Am Rand der Friedhofsmauer (heute Standort des Leichenhauses) stand bis in die 1970er Jahre die Volksschule, die 1953 von einem Schulhausneubau (heute Gemeinschaftshaus) wenige Meter außerhalb abgelöst wurde.

## Geschichte

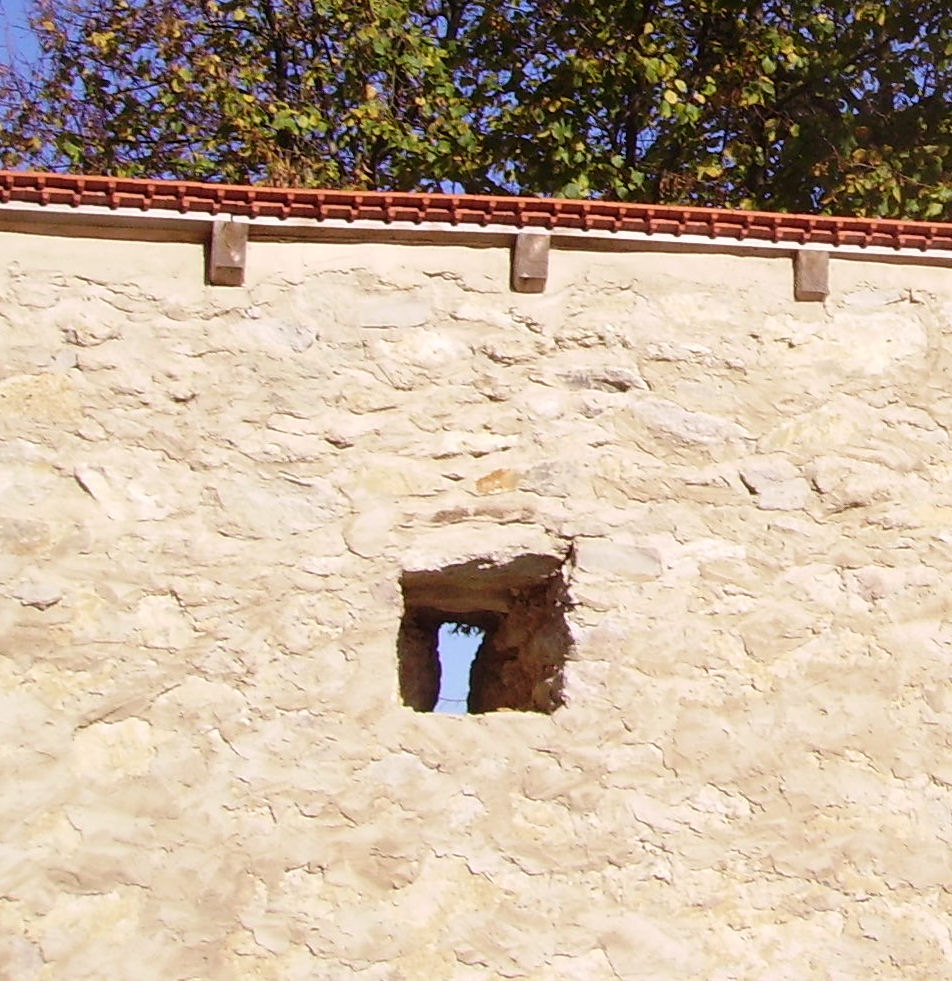
Schießscharte in der Friedhofsmauer
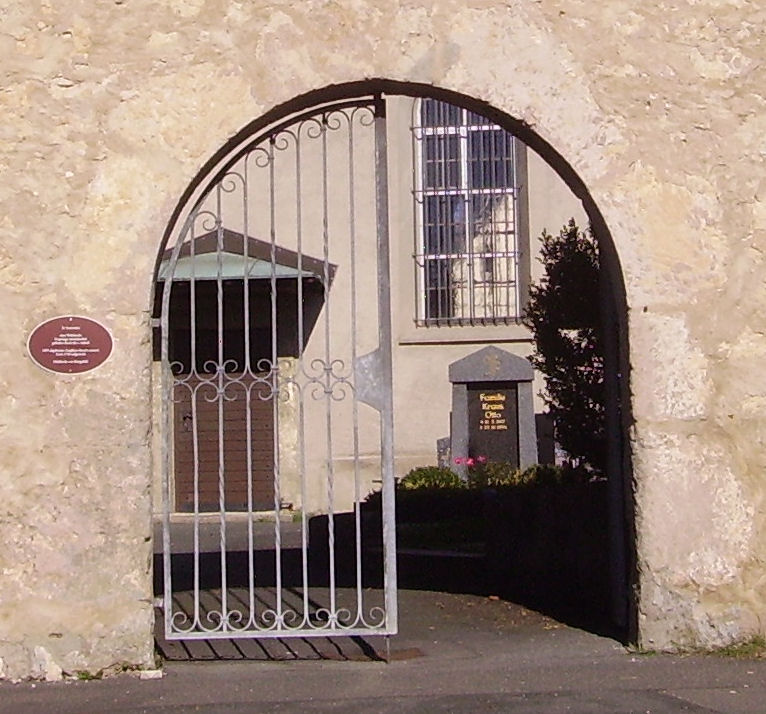
Friedhofstor
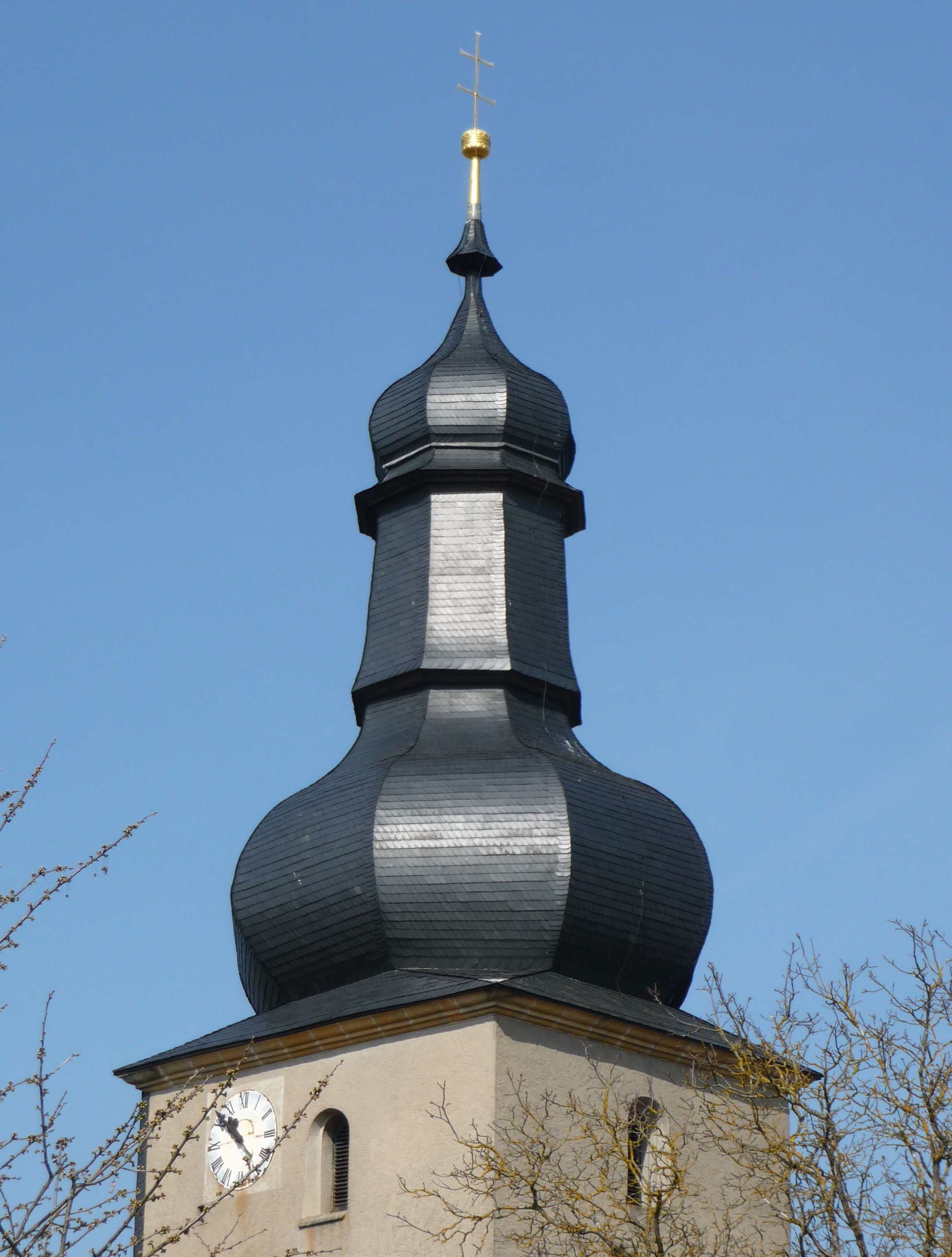
Turmspitze
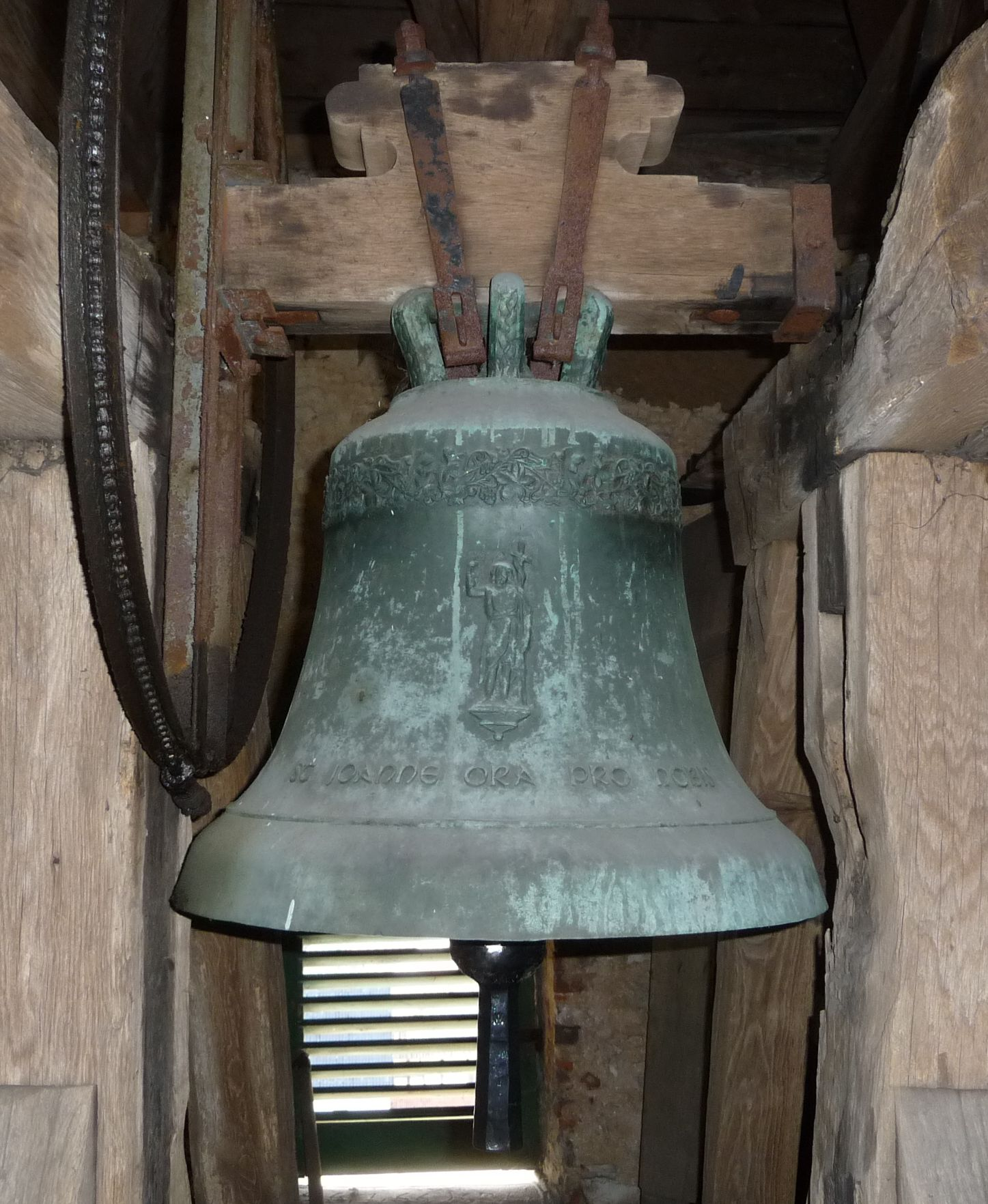
Glocke

Die Kirche gehört zum Typus der Wehrkirchen. Von der ursprünglichen Wehranlage sind die Wehrmauern um den Friedhof und die Schießscharten noch gut erhalten. Einen Rest der Sicherung zeigt auch das südliche Tor, an dem noch der Balken zu sehen ist, mit dem das Tor früher verriegelt wurde.
Der schiefergedeckte Kirchenbau mit dem massigen, um 1300 entstandenen Chorturm weist ebenfalls auf die frühere Schutzfunktion hin. Auch im Turm befinden sich schießschartenartige Fensterschlitze. Die aus zwei Kuppeln mit einer verkleideten Laterne bestehende Turmbekrönung stammt aus der Zeit zwischen 1680 und 1720 und wurde unter der Aufsicht des Bamberger Domzimmerermeisters Joseph Gruber errichtet.
Das mit einer Flachdecke versehene Langhaus sowie der Chor im Turmuntergeschoss entstanden zwischen 1690 und 1720.

## Ausstattung

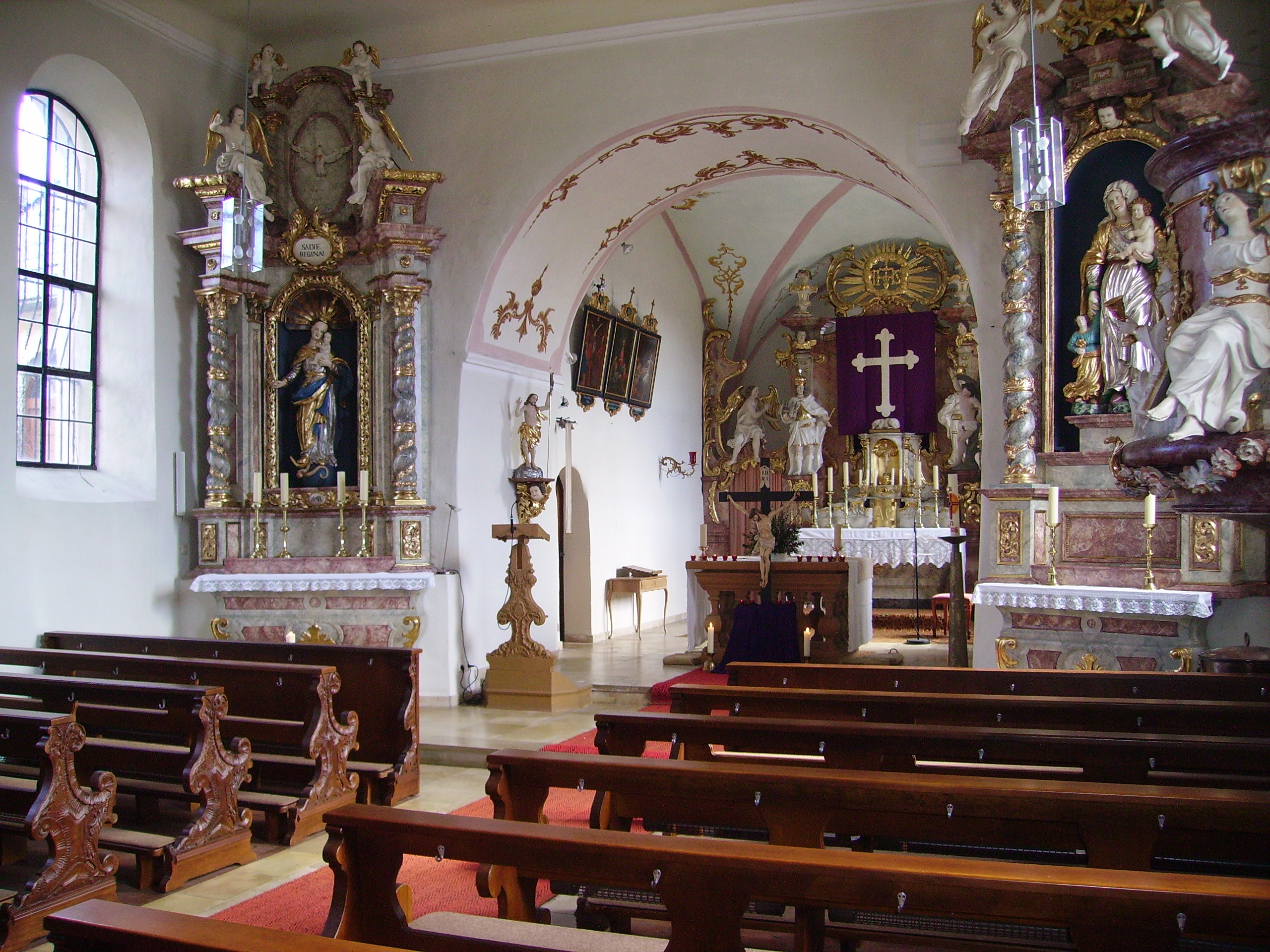
Altäre
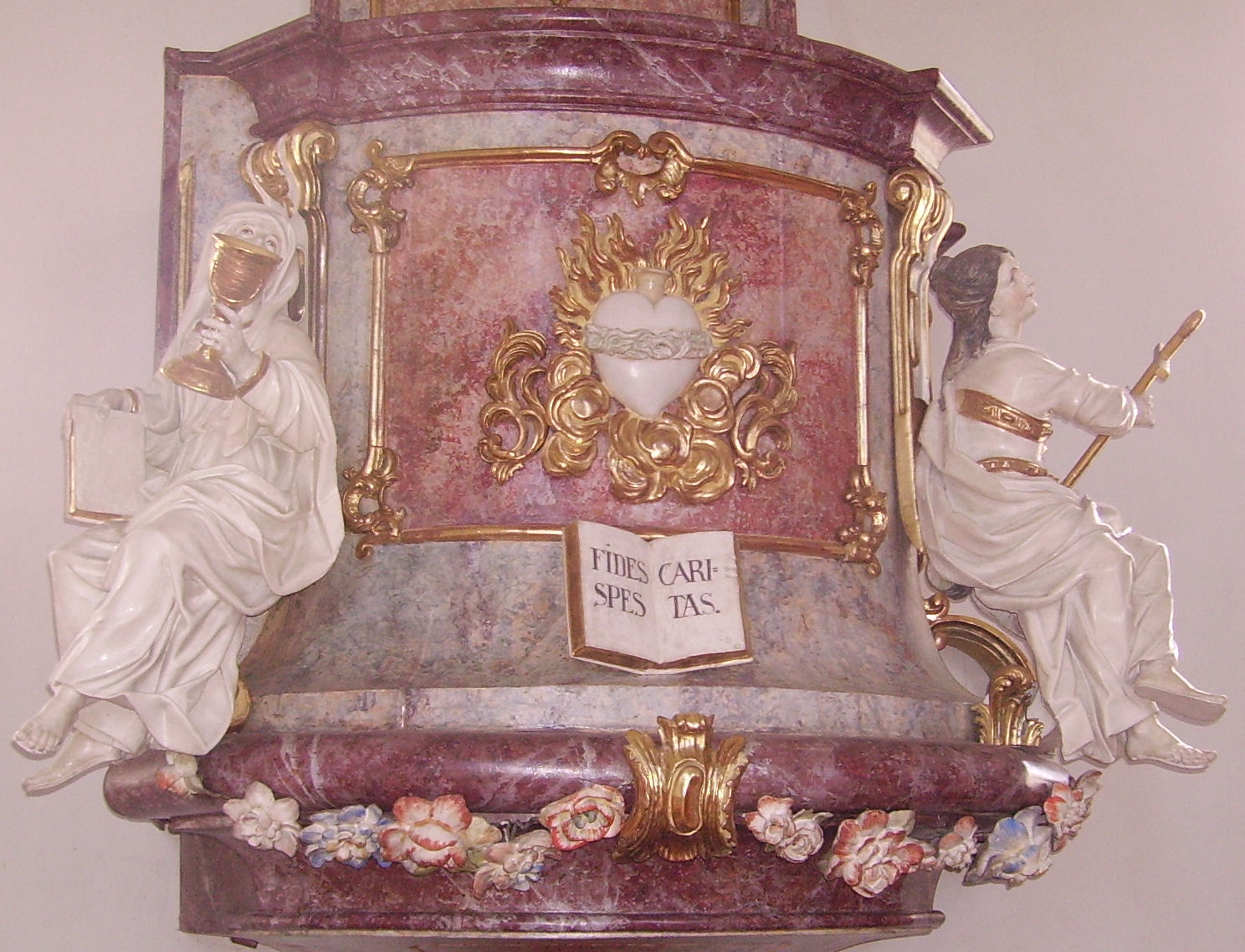
Kanzel
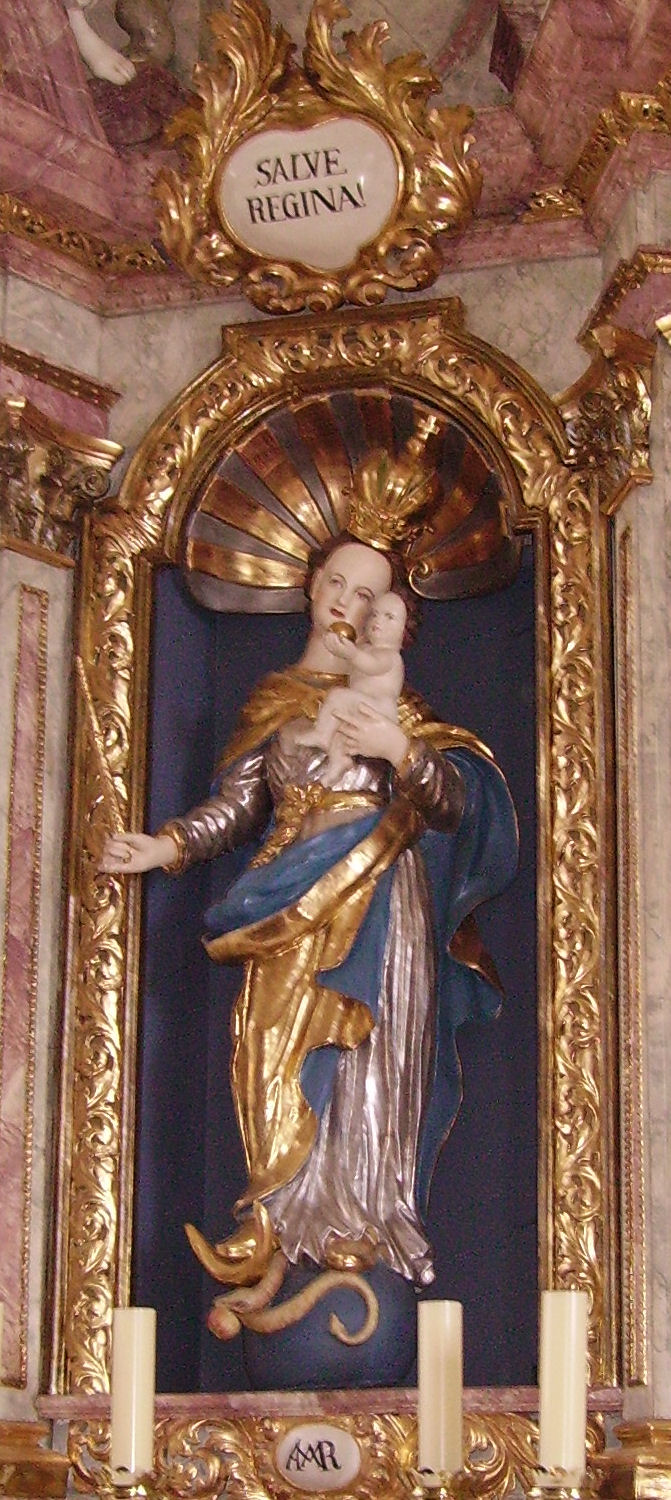
Salve Regina
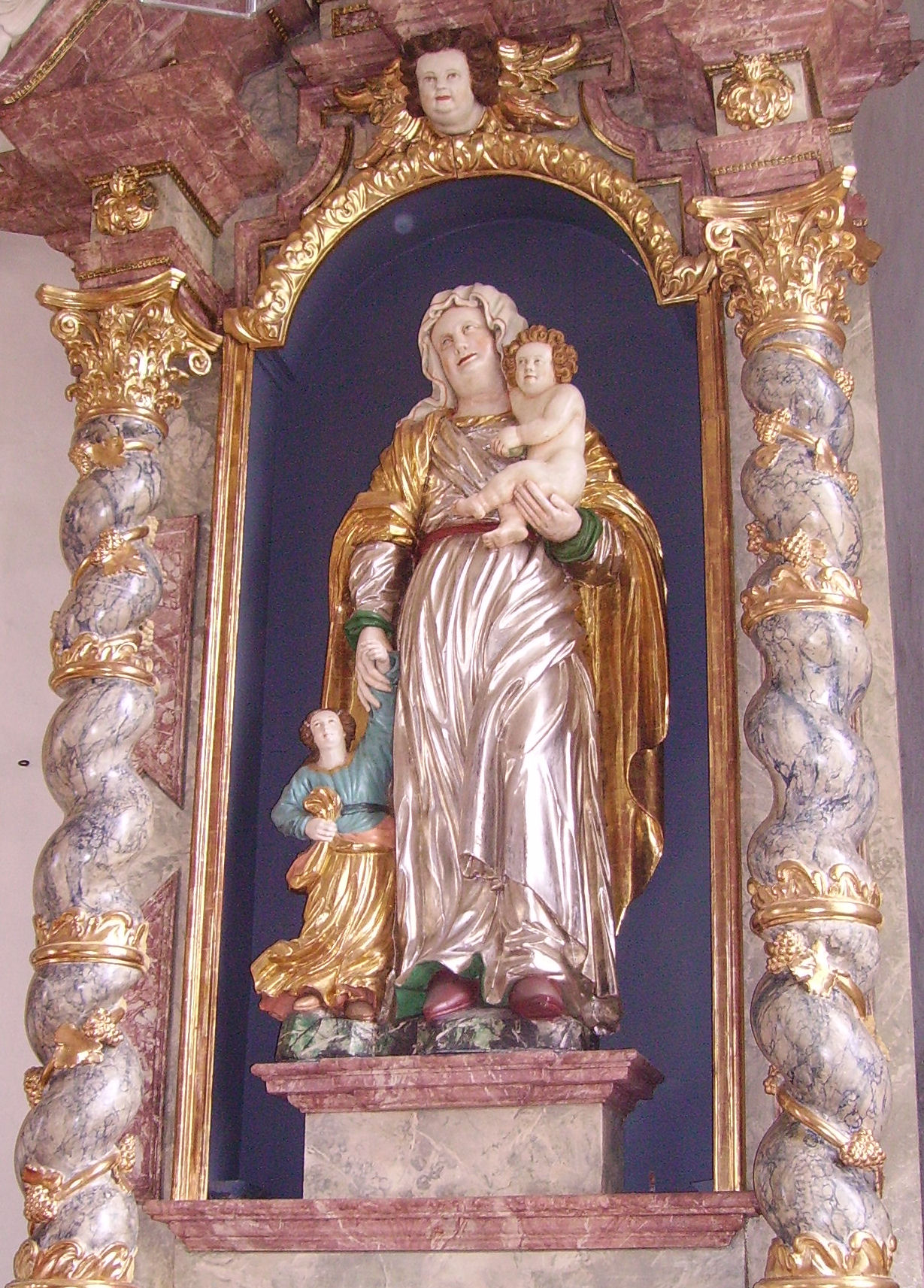
Heilige Anna

Der Hochaltar aus der Zeit des Spätrokoko (um 1770) füllt die Breite des Chorraumes aus. In seinem Mittelfeld steht der Kirchenpatron Laurentius mit dem Rost, dem Attribut seines Martyriums.
Den heiligen Laurentius flankieren Statuen der Bistumsgründer, der heiligen Kunigunde und des heiligen Kaisers Heinrich II.
Der linke der um 1710 entstandenen Seitenaltäre ist Maria, der rechte ihrer Mutter Anna geweiht. Maria hält das Jesuskind im Arm und steht auf einer Weltkugel, um die sich eine Schlange windet. Die Schlange steht in dieser Allegorie für die Erbsünde.
Die um 1781/82 errichtete Kanzel ist ein Werk von Martin Mutschele, der auch in Königsfeld tätig war. Die sitzenden Frauengestalten mit Kelch, Anker und brennendem Herz weisen auf die christlichen Haupttugenden Glaube, Hoffnung und Liebe (lateinisch: fides, spes, caritas) hin. Auf dem Schalldeckel präsentieren zwei Engel die Zehn Gebote.

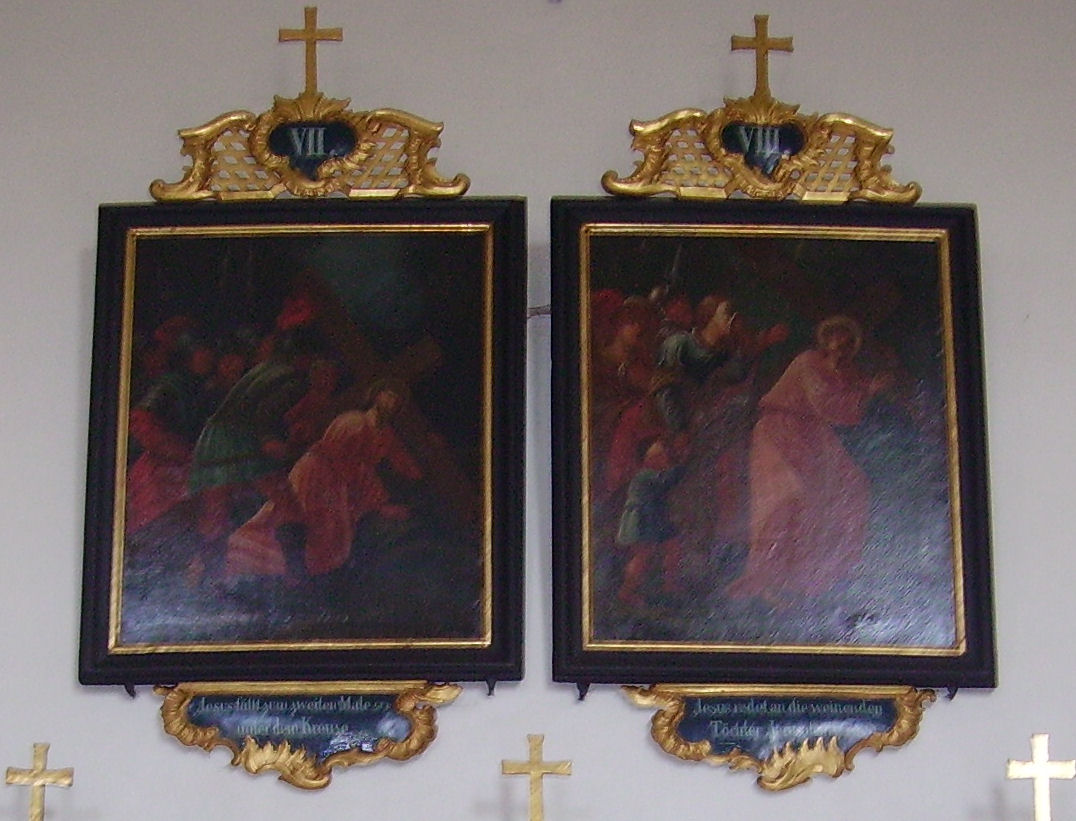
Kreuzweg
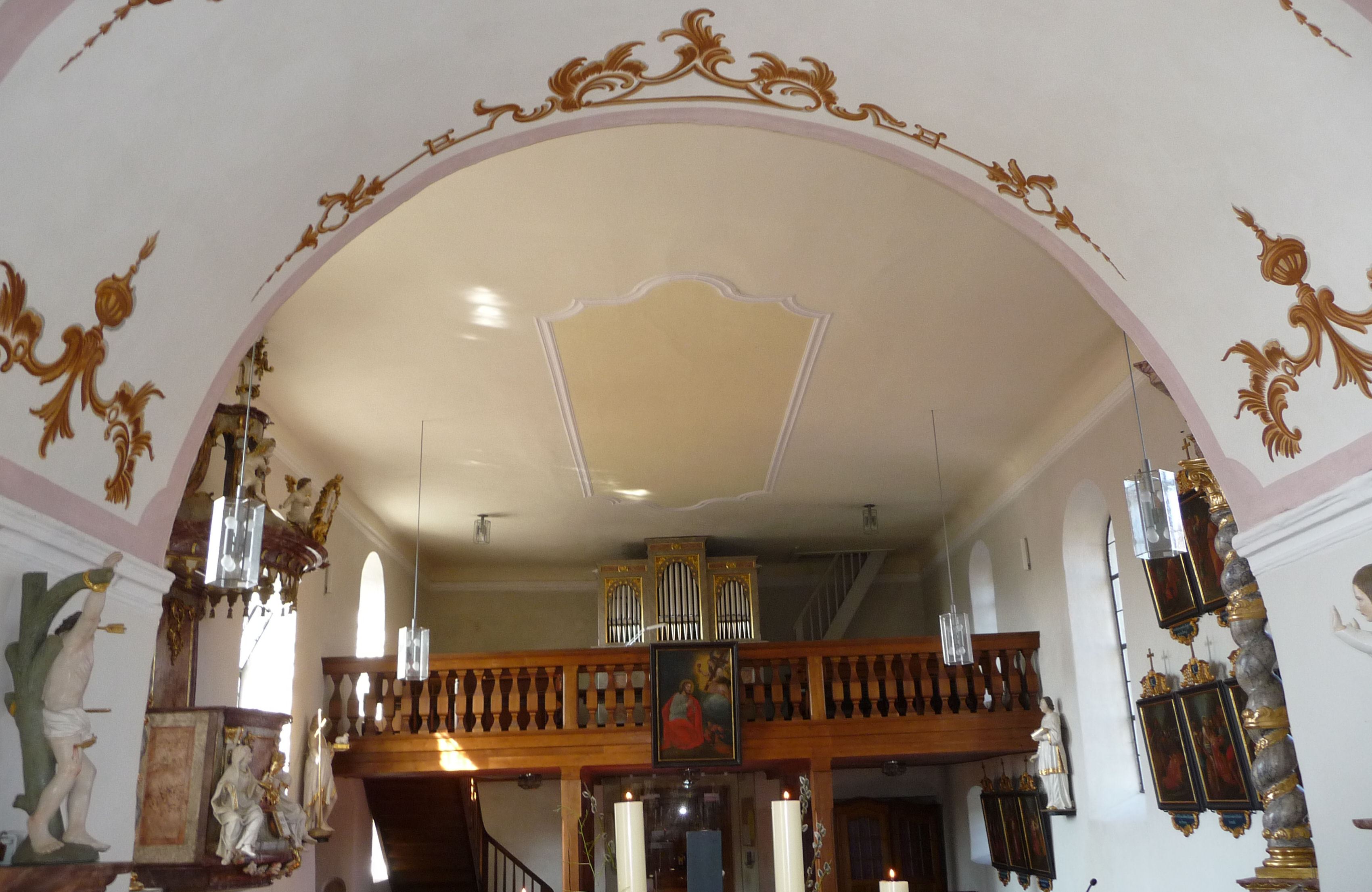
Orgel
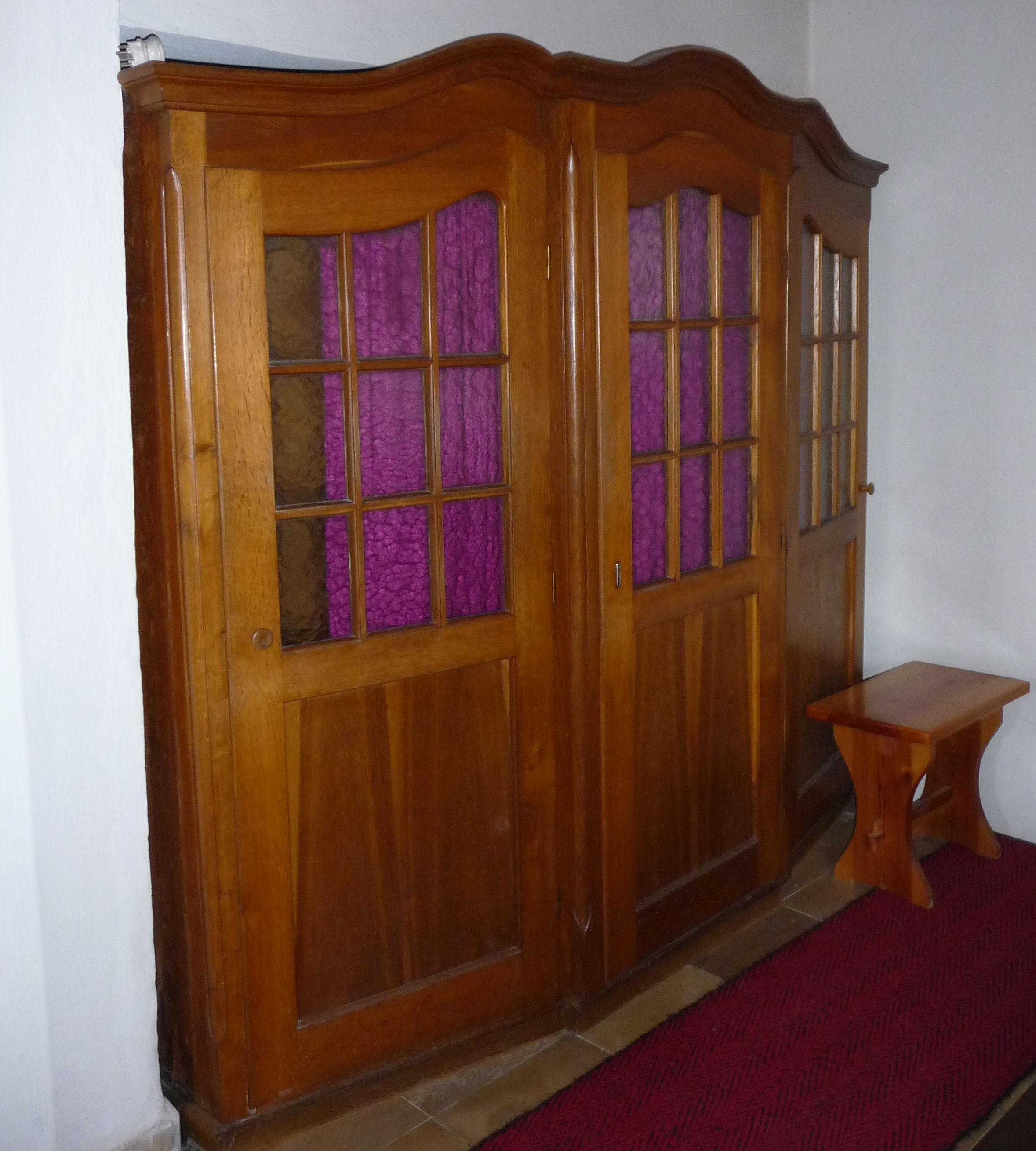
Beichtstuhl
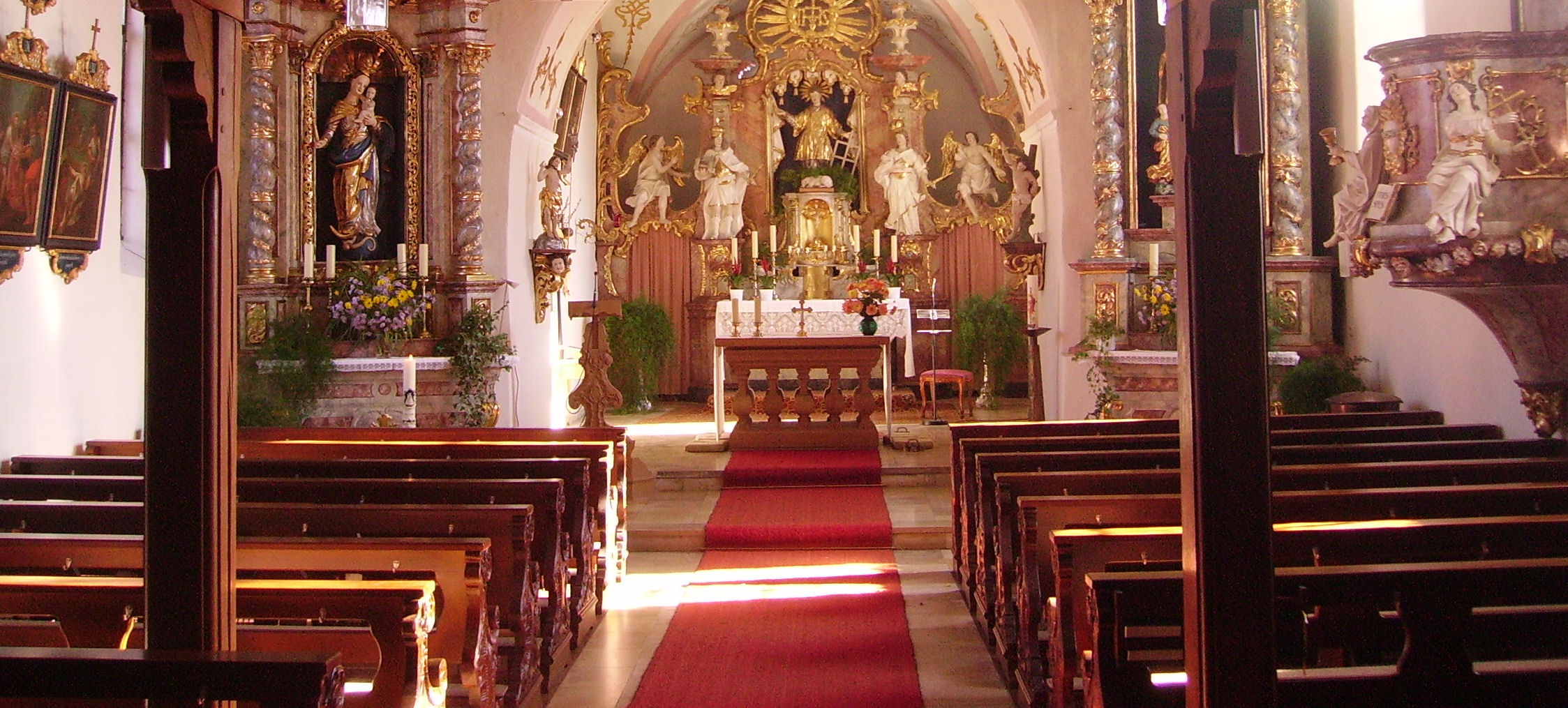
Innenraum der Kirche